# Chiena Borowska
Chiena Borowska (geboren 1. Januar 1914 in Wilna, Russisches Kaiserreich; gestorben nach August 1997) war eine jüdische Partisanin und Krankenschwester im Zweiten Weltkrieg.

## Leben
Chiena Borowska wurde 1914 als Tochter einer jüdischen Familie im russischen Wilna geboren. Als Wilna zu Polen gehörte, war Chiena Borowska ab 1932 aktives Mitglied der verbotenen Kommunistischen Partei. Nach dem Einmarsch der Wehrmacht in Wilna bei der Operation Barbarossa im Juni 1941 organisierte Chiena Borowska im Ghetto Wilna gemeinsam mit den beiden langjährigen Wilnaer Mitgliedern der Kommunistischen Partei Polens Sonia Madejsker und Jitzchak Wittenberg sowie anderen eine kommunistische Untergrundgruppe, die sich im Januar 1942 als eine von drei Widerstandsgruppen an der Gründung der jüdischen Vereinigten Partisanenorganisation (Fareinikte Partisaner Organisatzije, FPO) beteiligte. Die Kommunisten in der FPO propagierten im Gegensatz zu den anderen Gruppen von Anfang an den Partisanenkampf in den Wäldern. Chiena Borowska und Jitzchak Wittenberg waren die Verbindungsleute zum Leiter des Wilnaer Judenrates, Jacob Gens, der bis Oktober 1942 die Widerstandsgruppen duldete. Dieser Zustand endete, als Gens im Oktober 1942 im Auftrag der Besatzer die Ghetto-Polizei ins kleinere Ghetto schickte, um 1500 von 4000 dort lebenden Juden für die Vernichtung zu selektieren: Letztlich wurden dann 400 Menschen an dem Tag in der Massenhinrichtungsstätte im Wald von Ponary erschossen. Das Vertrauen des Widerstands in Gens war nun ganz zerrüttet, und Chiena Borowska und ihre Genossen richteten ihre Bemühungen auf die Zusammenarbeit mit den sowjetischen Partisanen. Im Juli 1943 wurde Wittenberg verhaftet und starb in Gestapo-Haft. Als das Wilnaer Ghetto im September 1943 liquidiert wurde, leitete Chiena Borowska eine der aus dem Ghetto durch die Kanalisation flüchtenden Gruppen.
In der von Shmuel Kaplinski (1914–2000) kommandierten Partisanen-Brigade „Für den Sieg“ (За победу) in Wäldern von Rudniki diente Chiena Borowska – als eine von nur sehr wenigen Frauen bei den Partisanen und in der Roten Armee mit Leitungsfunktion – als politische Kommissarin. Als Teil der Roten Armee nahm die Brigade an der Einnahme der Stadt Wilna teil.
Nach dem Krieg heirateten Chiena Borowska und Shmuel Kaplinski in Wilna, wo sie bis zu ihrem Tod lebten und auf dem jüdischen Friedhof bestattet wurden.